# Lymanopoda ignilineata
Lymanopoda ignilineata is een vlinder uit de onderfamilie Satyrinae van de familie Nymphalidae. De wetenschappelijke naam van de soort is voor het eerst geldig gepubliceerd door Paul Dognin.